# Marijanci
Marijanci – wieś w Chorwacji, w żupanii osijecko-barańskiej, w gminie Marijanci. W 2011 roku liczyła 838 mieszkańców.